# Río Fier
El río Fier es un corto río o torrente de los pre-Alpes de Alta Saboya (Francia), afluente del río Ródano. Tiene una longitud de 71,9 km y drena una pequeña cuenca de 1.380 km². Presenta una interesante diversidad de naturaleza, tanto en su flora como en su fauna.